# Гихт
Гихт, подагра, улози, болест „краљева и богаташа“ је наследна или стечена болест метаболизма са карактеристичном, понављајућом упалом зглобних структура и меких ткива неких органа. Болест настаје, као последица гомилања прво у телесним течностима и крви мокраћне киселине а потом и таложења њених кристала у ткивима. Зато се гихт примарно јавља код особа са хиперурикемијом или повишеном концентрацијом мокраћне киселине у крви и телесним течностима. Осим у зглобовима, кристали мокраћне киселине се могу таложити у кожи, хрскавици, тетивама, меким ткивима, бубрезима и ушним шкољкама. Тако могу настати мали, чврсти и беличасти чворићи – тофуси, у тетивама, кожи, ушним шкољкама, или у бубрезима као конкременти (камен у бубрегу).
Назив болести, гихт, потиче од лат. речи – gutta –„кап“. и заснована је на претпоставкама средњовековних лекара да болест настаје, пежоративно речено, као последица „претеривања у неком од животних задовољстава“ што у њиховом организму нарушава метаболичку равнотежу и добро здравља и зато под одређеним околностима „може да „пада“ (или као капи капље) око зглоба узрокујући у њему бол и упалу.“
Болест најчешће (приближно у око 50% случајева), напада метатарзални фалангеални зглоб, у корену палца стопала, и карактерише се симптомима у виду бола (израженијег на додир), црвенила коже која је топла и отечена у пределу захваћеног дела тела. Дијагноза болести се поставља на основу клиничке слике, и прегледа зглобне течности, у којој су присутни карактеристични кристали мокраћне киселине. Терапија се заснива на хигијенско-дијететском начину живота и примени; аналгетика – нестероидних антиинфламаторних лекова (НСАИЛ), стероида или колхицина. Активна терапија најчешће врло брзо доводи до побољшања и излечења. Чим акутни напад гихта прође, снижавају се вредности мокраћне киселине у крви, на шта дуготрајно може утицати у значајној мери промена начина живота и исхране. Код болесника са учесталим нападима, мора се применити вишемесечна терапија алопуринолом или пробенецидом.
Учесталост или ремисија гихта је у порасту у последњих неколико деценија у свету, са нпр. инциденцијом од 1 до 2% код становништва западних земаља, у неком тренутку њиховог живота. Сматра се да је разлог пораста гихта све већа присутност фактора ризика, као што су; метаболички синдром, дужи животни век, и промене у начину исхране.
После првог напада гихта код око 65% болесника ремисија се јавља у року од једне године, а код 75% болесника у року од две године. Првих неколико напада најчешће не доводи до оштећења зглобова, али након учесталијих и бројнијих напада гихта може доћи до трајних оштећења хрскавице и коштаних зглобних површина. То има за последицу настанак хроничног и дуготрајног гихта који се карактерише деформацијом зглобова или ушних шкољки. Код болесника са хроничним гихтом веома често се јављају и друге болести: повишен крвни притисак, шећерна болест, повишене масноће у крви (хиперлипидемија), срчана болест и гојазност.

## Историја
За гихт су знали још стари Египћани, 2600. година п. н. е. Из тог периода постоји опис промена код артритиса зглоба ножног палца, сличан гихту. Нешто касније, око 400. п. н. е. Хипократ је своја запажања о гихту написао у облику афоризама, напомињући у њима изостанак гихта код евнуха и жена у пременопаузи. Поред тога, Хипократ је међу првима гихт повезао са могућим утицајем хормона, наводећи изостанак гихта код евнуха и жена у пременопаузи Неумерену исхрану и начин живота богаташа, сматрао је одговорим за појаву болести код ове популације и зато је гихт назвао „болешћу богатих људи“.
Од тог периода у историји медицине гихт се, помиње као „краљевска болести и болест краљева“. То потврђује и чињенице да је у средњем веку, повезаност обилног уноса хране и алкохола и настанка гихта била честа тема карикатура које су показивале моралне карактеристике људи који болују од гихта. или "болест богаташа“.
Аулус Корнелије Целзус (30. н.е.) овако је описао могућу везу гихта са алкохолизмом, правдајући то каснијим почетком болести код жена и појавом пратећих бубрежних поремећаја:
| „ | Појава, густе мокраће, чији је талог бео, указује на то да су бол и болест у пределу зглобова или утробе... Тегобе у зглобовима шака и стопала су честе и упорне, као што се јављају у случајевима подагре и чирагре. Ове тегобе ретко нападају евнухе или младиће пре односа са женама, или жене, осим оних код којих је менструација изостала... неки су стекли доживотну сигурност уздржавањем од вина, медовине и полног односа. | ” |

Реч „гихт“ први је употребио Рандолф од Бокинга, око 1200. године. Реч је извео од латинске речи gutta, што значи „кап“ (течности), која га је, хумористички гледано, подсећала на капање болесне материје из крви и телесних течности око оболелих зглобова.
Године 1683, Томас Сиденхам, енглески лекар, је описао појаву гихта у раним јутарњим сатима, и већу склоност старијих мушкараца ка овој болести:
| „ | Пацијенти који имају гихт су, углавном, старији мушкарци, или они који су се исцрпели у младости и сами довели себе до превремене старости—таквим раскалашним навикама од којих су најчешће превремено и претерано уживање у полним односима, и сличним исцрпљујућим страстима. Жртва иде у кревет и спава доброг здравља. У око два сата ујутру га пробуди озбиљан бол у ножном палцу; ређе у пределу пете, скочног зглоба или горњег дела стопала. Бол је сличан ишчашењу, а ипак у деловима тела се осећа као да је хладна вода просута по њима. Затим следе дрхтавица и грозница и повишена температура... Ноћ је прошла у мукама, неспавању, окретању погођеног дела, и сталној промени положаја; превртање тела је непрестано као и бол погођеног зглоба и погоршава се доласком напада. | ” |

Холандски научник Антони ван Левенхук 1679. године први је описао микроскопски изглед уратних кристала., што је скоро двеста година касније 1848. године, енглеском лекару Алфреду Барингу Гароду помогло да претпостави да је вишак мокраћне киселине у крви узрочник гихта.
Вилијам Бузагло, самозвани енглески проналазач, који се бавио и медицинском праксом у 18. веку, први је као терапију за лечење гихта предложио редовне физичке вежбе за јачање зглобова и мишића. Ова метода вежбања била је нешто слично модерним физиотерапијским вежбама или масажи. Како је од његових савременика Вилијам сматран шарлатаном, углавном због самохвале и рекламе, ова његова метода је омаловажавана и после његове смрти пала је у заборав.
На удруженост гихта са различитим метаболичким поремећајима, као што су повишен ниво шећера у крви и хипертензија први је указао шведски лекар Килин, двадесетих година 20. века. Почетком 1950-их Вагу, из Марсеја указао је да на висок ризик за појаву болести крвних судова утиче не само количина него и расподела масти (андрогени, мушки тип гојазности). Десет година касније, 1966, Каму, Године 1968. Халер је проширио појам метаболичког синдрома и њиме обухватио гихт, дислипопротеинемију (поремећен однос липида у крви), шећерну болест типа 2 и повишен крвни притисак. први је употребио назив метаболички синдром (трисиндром) и упозорио да је код болесника са гихтом, шећерном болешћу, хиперлипидемијом знатно повећана могућност појаве болести крвних судова.

## Епидемиологија
Хиперурикемија је веома честа у општој популацији и на светском нивоу креће се до 20%. Годишња инциденца је различита код особа са различитим степеном хиперурикемије. Уколико је серумска концентрација МК ≥ 500 μmol/l преваленца је око 5%. У првој деценији 20. века преваленца и инциденца болести је у порасту. Објашњење треба тражити у продужењу животног века, променама навика у исхрани и животних навика, порасту особа са метаболичким синдромом и све чешћој примени диуретика, β блокатора и малих доза аспирина.
Преваленца гихта у општој популацији је око 3%.
Код нормално ухрањених особа преваленца гихта је до 2% а код гојазних, 2,5 пута је већа (око 5%). Стопе гихта су се приближно удвостручиле од 1990. до 2010. Само у Сједињеним Америчким Државама гихт погађа 8,3 милиона људи, са преваленцом међу одраслима која се процењује на 3,9%, на основу података из Националног института за здравље и исхрану (из периода 2007-2008). Преваленца гихта у САД је око 20% код болесника који у историје болести наводе присутност болести код најближих сродника. Процењује се да више од 2 милиона људи у Сједињеним Државама доживотно узима лекове за смањење нивоа мокраћне киселине у серуму.
Животна доб
Претежна старост особа се гихтом је 30-60 година. Болест се веома ретко јавља код особа млађих од 45 година (1,8/1.000). Обично је, ниво мокраћне киселине повишен у серуму 10-20 година пре почетка манифестних појава гихта. Код старијих од 65 година оболева 30,8/1.000 особа.
Код мушкараца старијих од 75. година преваленца гихта се удвостручује. Стопа гихта је скоро 5 пута већа код особа узраста 70-79 година у односу на оне млађе од 50 година. Већа преваленција гихта код старијих особа може да утиче већа учесталост метаболичког синдрома, велики број особа које користе диуретике и лекове за хипертензију и хроничну срчану инсуфицијенцију, као и повећана употреба ниских доза аспирина.
Раније почетак гихта јавља код болесника са бубрежном инсуфицијенцијом или генетским абнормалности метаболизма пурина (нпр, недостатак хипоксантин-гуанин фосфорибозилтрансферазе или фосфорибосилпирофосфатне суперактивне синтетазе).
 Расне и полне разлике
У Сједињеним Америчким Државама, двоструко је већа вероватноћа гихта код афроамеричких мушкараца него код европских Американаца. Стопе су високе међу народима Пацифичких острва и Маора Новог Зеланда, али ретке код аустралијских Абориџина, упркос вишој концентрацији серума мокраћне киселине у овој групи. Гихт је постао чест у Кини, Полинезији и урбаној подсахарској Африци. Насупрот томе, клинички је доказано да је гихт изузетно редак међу црнцима који живе у Африци.
Гихт је најчешћи облик артритис код мушкараца и жена у менопаузи. Мушкарци оболевају 3-4 пута чешће, од жена што се објашњава урикозуричким ефектом естрогена. Код мушкараца преко 30 година и жена преко 50, учесталост гихта је 2%.
Код мушкараца, ниво мокраћне киселине расте у пубертету, а врхунац за појаву гихта код мушкараца је у четвртој до шестој деценији живота. Међутим, почетак болести код мушкараца може се јавити и у раним 20 годинама код особа које поседују генетску предиспозицију и изложени су већем дејству факторе ризика.
Код жена, ниво мокраћне киселине расте након менопаузе, а старосни пик настаје од почетка шесте до осме деценије живота. Употреба циклоспорина може изазвати убрзани облик гихта, чак у пременопаузи код жена, после само неколико година хиперурикемије, посебно ако је пацијенткиња користила и диуретике.
Сезонске разлике
Неке студије су откриле да су напади гихта учесталији у пролеће. То се приписује сезонским променама у начину живота, исхрани, злоупотреби алкохола, физичкој активности и температурним променама средине.

### Гихт код животиња
Гихт је ретка болест код већине животиња због њихове способности да производе уриказу, која разлаже мокраћну киселину. Људи и други велики примати немају ту способност, те је гихт често обољење. Међутим, верује се да је примерак Тираносаурус рекса познат као "Сју", патио од гихта.

## Етиологија
Мада у великом броју случајева узрок настанка метаболичког поремећаја код гихта није позната, највећи број теорија сматра да се он развија у условима превеликих концентрација мокраћне киселине у организму оболеле особе у облику мононатријум урат. Мокраћна киселина је крајњи стадијум или нуспроизвод метаболизма пурина. Пурини настају на три начина: из хране, метаболизмом нуклеинских киселина у ћелијама и биолошком синтезом. Нормална вредност мокраћне киселине у крви је до 5,7 mg/dl и дневно се у организму створи око 600 mg. Од тога се путем бубрега излучи 450 mg, а остатак разграде бактерије у цревима.
Када је екскреција урата мокраћом преко бубрега недовољна у серуму се повећава ниво урата и њихова вредност је изнад нивоа сатурације од 6,8 mg/dL. Настаје хиперурикемија из које се може развити, кристализација урата, који се у виду депозита кристала, таложе у везивном ткиву зглобним шупљинама, хрскавици, тетивама, меким ткивима или истовремено у свим наведеним структурама. Хиперурикемија није болест, и може постојати без симптома. Ипак, ако се створе кристали мокраћне киселине као резултат хиперурикемије, може се развити гихт. То се дешава у око 10% људи са хиперурикемијом у неком тренутку током животног века. Ризик варира у зависности од степена хиперурикемије. Када су вредности између 415 и 530 μmol/l (7 и 8,9 mg/dl), ризик износи 0,5% годишње, док је код оних са вредностима већим од 535 μmol/l (9 mg/dL) ризик 4,5% годишње.
Узроци хиперурикемије
| Врста поремећаја                       | Учесталост | Могући узроци |
| -------------------------------------- | ---------- | --- |
| Хипосекреција (смањено излучивање МК)  | 90%        | - Болест бубрега - Аспирин у малим дозама - Диуретици, етамбутол, пиразинамид - Циклоспорин - β-блокатори |
| Хиперепродукција (увећано стварање МК) | 10%        | - Дефицит хипоксантин гуанин фосфорибозил трансферазе - Хиперактивност фосфорибозил профосфат синтетазе - Деструкција ћелија у току лечења мијело и лимфопролиферативних болести - Лечење цитотоксичним лековима, - Лечење варфарином, витамином Б12 - Полицитемија вера, хемолитичка болест, псоријаза - Дијета богата пуринима - Конзумирање алкохола |

Ако болесници са гихтом мокраћом излучује више од 750 mg (4,46 mmol) мокраћне киселине дневно за жене, односно 800 mg (4,76 mmol) на дан за мушкарце, у њиховом организму настаје метаболички поремећај под називом хиперурикозурија. Како болесници са гихтом имају чак и до 1.000 пута више мокраћне киселине у телу имају и скоро два пута (1,97 пута), већу могућност да се због хиперурикозурије, у њиховим мокраћним каналима и бубрегу створи камење, у односу на здраве особе. Зато болесници са гихтом често наводе у историји болести појаву бубрежних колика (изазвану кретањем бубрежног камена) и хематурију (појаву крви у мокраћи). Појави камена у бубрегу може претходити појави гихта код око 14% оболелих. Код 52% болесника са каменом у бубрегу камење се састоји искључиво од мокраћне киселине, а у 20% случајева од калцијум оксалата или понекад и калцијум фосфата.
- Код око 80–90% болесника хиперурикемија је последица вишка урата у серуму, која настаје због немогућности организма да мокраћом елиминише у довољним количинама мокраћну киселину из плазме.
- Код већине од 10–20% преосталих болесника хиперурикемија је последица повећане киселости мокраће (непознатог узрока) прекомерне хиперпродукције мокраћне киселине (ендогена хиперпродукција МК), код неких болесника и смањеног клиренса мокраћне киселине (код других).[6]

У ретким случајевима, хиперпродукција мокраћне киселине је резултат неких од доле наведених генетичких поремећаја:
- Недостатак хипоксантин–гуанин фосфорибозилтрансферазе (Леш-Ниханов синдром)
- Недостатак глукоза-6-фосфатазе (вон Гиркеова болест)
- Недостатак Фруктоза 1-фосфат алдолаза
- Суперактивна фосфорибозил пирофосфатна синтетелаза (PRPP)

Прекомерне вредности мокраћне киселине такође могу изазвати поремећаја у размени пурина у ћелији због повећаног изласка пурина, који је присутне у високој концентрацији у ћелијским једрима. Ови поремећаји укључују мијелопролиферативни и лимфопролиферативни поремећај, псоријазу и хемолитичку анемију.
Разградња ћелија као последица хемотерапије код малигнитета, посебно она у третманима хематопоезног или лимфног система, такође може да подигне ниво мокраћне киселине у серуму.
Прекомерна физичка активност, спортске активности и гојазност такође могу изазвати повишене вредности мокраћне киселине у серуму.

## Фактори ризика
Као најчешћи фактори ризика за појаву гихта наводе се:
Прекомерна исхрана намирницама богатим пуринима
Пурини су компоненте нуклеопротеине, а налазе се у различитим количинама у већини врста хране. Према нивоу садржаја пурина храна се може поделити на храну са високим садржајем (100–1000 mg пурина /100 g), храну са средњим (10–100 mg пурина /100 g) и храну са ниским садржајем пурина. Прекомерна исхрана намирницама богатим пуринима доводи до повећаног стварања мокраћне киселине, и зато се сматра узрочником гихта у око 12% случајева, Неправилна исхрана често је у јакој спрези са конзумирањем:
- алкохола,
- напитака у чијем је саставу заслађивач фруктоза,
- меса и плодова мора.[28][44] Сматра се да је делимично разлог њиховом утицају на смањење инсулинске резистенције.[45]

Ограничење егзогеног уноса пурина са храном смањује могућности стварања уричне киселине, редукује метаболички стрес и настанак упалних процеса у гихту.
фактори исхране за које се раније сматрало да су повезани са појавом гихта, a заправо то нису, укључујући ту унос поврћа богатог пурином (на пример, пасуљ, грашак, сочиво и спанаћ) и већом количином протеина. Конзумирање кафе, витамин Ц и млечних производа , као и физичке вежбе, смањују ризик од појаве гихта.
Увећана телесна маса
Гојазност због повећаног ризика за настанак хиперурикемије има утицај и на појаву гихта. Индекс телесне масе са вредношћу од 35 или више, троструко повећава ризик од гихта код мушкараца.
Злоупотреба алкохола
Унос већих количина алкохола омета излучивање мокраћне киселине. Промене у нивоима урата може довести акутно алкохолно пијанство, комбиновано са акутни уносом преобилних оброка са високим садржајем пурина, али и брз губитак тежине, дехидратација, или траума у напитом стању.
Наслеђе
Истраживањем је утврђено да неке особе (око 63%) имају наследну склоност за повећано стварања мокраћне киселине. Код њих се гихт јавља у ранијем животном добу и има тежи облик. У њиховим породицама је чешћа појава гихта. Да је појава гихта делимично генетске природе, са уделом у око 60% случајева варијабилитета наводе студије у којима је откривене већа вредности нивоа мокраћне киселине. Пронађено је да су обично три гена, под називом „ SLC2A9, „ SLC22A12 и „ ABCG2, повезана са гихтом, а варијације у њима могу да повећају ризик скоро двоструко. Мутације са губитком функције код „SLC2A9“ и „SLC22A12“ узрокују наследну хипоурикемију смањењем апсорпције урата и незаустављиву секрецију урата. Код неколико ретких генетских поремећаја, као што су фамилијарна јувенилна хиперурикемична нефропатија, медуларна цистична болест бубрега, утврђена је прекомерна активност фосфорибозилпирофосфат синтетазе и мањак хипоксантин-гуанин-фосфорибозил трансферазе То је случај код Леш-Нихановог синдрома, који се јавља као компликација изазвана гихтом.
Иако су генетски чиниоци доста повезани са хиперурикемијом, еколошки и други фактори средине у поједним деловима света одговорни су за већи број оболелих од гихта у развијеним земљама. Студија са 514 мушких парова близанаца није показала јачу значајност морбидитета од хиперурикемије међу монозиготним (МЗ) близанцима (53%) у поређењу са дизиготнним (ДЗ) близанацима (24%), али није ни показивала значајну разлику између МЗ и ДЗ близанаца, када је у питању распрострањеност гихта током њиховог живота.
Употреба лекова
Употреба неких лекова као што су диуретици, аспирин, леводопа и циклоспорин утичу на повећање концентрације мокраћне киселине у крви, што директно утиче и на појаву гихта. Лекови свој утицај на повећавање нивоа мокраћне киселине у серуму остварују преко тубуларног транспорта у бубрежним петљама. Диуретици су повезани са нападима гихта у већим дозама док највероватније у малим дозама нпр хидрохлоротиазида не повећава ризик. Остали лекови који се повезују са појавом гихта су; ниацин и аспирин (ацетилсалицилна киселина), имуносупресивни лекови, циклоспорин и такролимус, при чему, први поменути, има посебно изражен утицај када се узима у комбинацији са хидрохлоротиазидом. Мада постоје студије у којима се наводи да је употреба лекова као што су блокатори калцијумових канала и лосартан повезана са мањим ризиком од гихта у односу на друге лекове за лечење хипертензије.
Малигне болести
Ккод болесника са малигним болестима и на хемотерапији постоји склоност повећаном стварању мокраћне киселине.
Хроничне болести и друга стања
Гихт се често код хроничних болесника (међу којима доминирају они са оштећењем бубрега) јавља се у комбинацији са неким другим медицинским проблемима. Код ових болесника најчешће је излучивање мокраћне киселине, и њено измокравање, смањено, па се она у вишку задржава у организму. Метаболички синдром, код кога су присутни абдоминална гојазност, хипертензија, инсулинска резистенција и абнормалне вредности липида, јавља се у скоро 75% случајева. Нека друга стања која обично прате и повећане компликације изазване појавом гихта су:
- полицитемија,
- тровање оловом,
- бубрежна инсуфицијенција,
- хемолитичка анемија,
- псоријаза
- трансплантација органа.[6][63]

Ниска температура средине
Повећано таложење мокраћне киселине на ниским температурама један је од могућих узрока промена у зглобовима стопалима и ушним шкољкама.
Повреда или хируршком интервенцијом изазвана траума
Остали фактори ризика
У ову групу фактора значајнији за активирање акутних епизоде артритиса спадају; нагле промене вредности мокраћне киселине, ацидоза, зглобна хидратација и протеини екстрацелуларног матрикса, као што су протеогликани, колагени и хондроитин сулфат, нагло прекидање употребе алопуринола. Хронична изложеност олову и алкохолна пића контаминирана оловом такође су фактори ризика за појаву гихта због штетног утицаја олова на функцију бубрега. Леш-Ниханов синдром је често повезан са гихтом.

## Патофизиологија
Све ћелије у људском телу као и многе врсте намирница које човек користи у исхрани садрже, у различитим количинама, супстанце које се зову пурини. Пурини су компоненте нуклеопротеина, које се налазе у различитим количинама у већини врста хране. Најраспрострањенија су једињења у природи јер улазе у састав ДНК и РНК, коензима (NAD+ и NADP+-витамин B3, FAD-витамин B2 и CoA-витамин B5), cAMP (посредника бројних хормона), ATP (универзалног носиоца енергије у биолошким системима), свих ћелија биљног и животињског света. Њихову хемијску структуру чини пиримидински и имидазолски прстен. Уносом пурина из хране или ендогеном синтезом у организму, процесом старења и пропадањем функција појединих ћелија у организму, пурини се кроз процес метаболизма пурина, претварају у крајњи производ - мокраћну киселину. У раствореном стању у крвној плазми, мокраћна киселина пролази кроз филтрациони систем бубреге и њн вишак излучује се из организма измокравањем. Зато се и код здравих људи мокраћна киселина у одређеној концентрацији налази у крви (150–420 μmol/l).
Оног момента када у организму настане повећано стварање, или смањено излучивање мокраћна киселине, она се јавља у енормним количинама у плазми, настаје стање познато као хиперурикемија. То још не значи да неке особа болује од гихта, јер се њен вишак може излучивати путем мокраће.
Гихт као системска болест поремећаја метаболизма пурина, јавља се онда када његов крајњи метаболит, мокраћна киселина, достигне горњу вредност њене растворљивости у плазми (MK > 360 μmol/l). Тада се активира кристализације мокраћне киселине у облику мононатријум урата, и отпочиње процес таложења тако створених кристала у зглобовима, тетивама и околним ткивима. Какоимуни систем болесника препознаје кристале мокраћне киселине као страна тела он почиње интензивну „борбу“ против њих. Ослобођени кристали привлаче ћелије, активирају компле-мент и стварање С3а и С5а, што доводи до акумулација неутрофила и макрофага у зглобу и синовијалној мембрани. Тако накупљени моноцити и макрофаги понајпре фагоцитују кристале МК. Фагоцитоза кристала покреће ослобађање токсичних слободних радикала и леукотриена В4. Разградња неутрофила доводи до ослобађања деструкти-вних лизозомних ензима. Макрофаги такође учествују у оштећењу зглоба. Фагоцитозом се активирају инфламозоми који конвертују про IL-1β и про IL-18 у њихове активне форме које доводе до инфилтрације ткива неутрофилима, што има за последицу инфламаторну реакцију, са карактеристичним знацима; бола, црвенила и отока. Након фагоцитозе кристала урата они секретују различите проинфламаторне медијаторе, као што су; IL-1, IL-6, IL-8, i TNF-α. Они са једне стране, појачавају запаљенски одговор, а са друге активирају синовиците ћелије хрскавице да ослобађају протеазе (нпр. колагеназу) и изазивају оштећење ткива.
Доминантна инфламаторна промена је појава артритиса, којој претходи период асимптоматске хиперурикемије. У овом стадијуму болести кристали МК се таложе у ткивима. Када је створено довољно депозита, преципитирајући фактори доводе до ослобађања кристала МК који покрећу каскаду запаљења које резултује акутним артритисом. Период између два атака артритиса назива се „интеркритички период“.
Гихт се типично манифестује као рецидивски акутни артритис. У око 80% случајева први напад артритиса захвата само један зглоб (моноартикуларан облик артритиса). Код > 50% болесника први атак артритиса јавља се на првом метатарзофалангеалном зглобу (подагра). Болешћу може бити захваћен сваки периферни зглоб, мада су зглобови ногу предилекциона места за таложење кристала мокраћне киселине. Код жена у постменопаузи артритис се може јавити и на дисталним интерфалангеалним зглобовима.
Постоји и ретка генетска болест, Леш-Ниханов синдром, у коме је узрок гихта недостатак ензима, хипоксантин гуанин фосфорибозилтрансферазе. Овај синдром се јавља у раном детињству (најчешће у првој години живота) и карактерише се гихтичним и менталним симптомима; слабом мишићном контролом и умереном ретардацијом. Значајна карактеристика синдрома је самоповређивање - ова деца од друге године живота гризу прсте и усне, и намерно ударају главу. Прогноза болести је лоша, смрт наступа у првој, ређе у другој декади живота.
Еволуциони губитак уриказе, која разграђује мокраћну киселину, код људи и виших примата највероватније доводи до настанак овог стања, јер прави окидачки механизми за таложење мокраћне киселине нису у потпуности доказани. Мада кристализација мокраћне киселине може да настане и при нормалним вредностима МК, већа је вероватноћа да ће се то десити са порастом њених вредности.

### Облици и основни патофизиолошки механизми хиперурикемије
| Облик                     | Карактеристике |
| ------------------------- | --- |
| Примарна хиперурикемија   | 1. Есенцијална хиперурикемија: (јавља се у два облика) - Повећана синтеза урата (јавља се у 10 - 20% болесника). Карактерише се повећаном активношћу јетрене ксантин оксидазе, и углавном нормалним излучивањем мокраће - Смањена екскреција урата (јавља се у 80 - 90% болесника). Карактерише се клиренсом мокраћне киселине < 6 ml/min (нормално: 6-11 ml/min) и дневном екскрецијом < 3,6 mmol/24h 2. Повећана активност PRPP синтетазе, због повећаног утрошка рибоза-5-фосфата и стварање великих количина мокраћне киселине. - Узроци: повећана ензимске активност због: неосетљивост на инхибицију механизмом повратне спреге (вишком ADP и GDP ), повећава максималну брзину реакције и повећава афинитет за рибоза-5-фосфат. 3. Повећана активност PRPP-амидотрансферазе, због смањене осетљивости ензима на вишак IMP, AMP и GMP 4. Недостатак хипоксантин-гванин-фосфорибозил трансферазе (HGPRT) ("Селвигов" пут). Леш-Ниханов синдром: ментална ретардација, абнормална мишићна активност, проблеми у понашању 5. Недостатак аденин-фосфорибозил трансферазе Карактерише се, смањеном интрацелуларном концентрацијом GMP, HMP и AMP, непостојањем негативне повратне спреге, повећаном концентрација PRPP, повећаном синтезом пурина и нагомилавањем: хипоксантин → ксантин → мокраћна киселина 6. Недостатак аденозин-дезаминазе (превођење аденозина у инозин) карактерише се; дезоксиаденозин се фосфорилише у dATP, висока концентрација dATP инхибира рибонуклеотид редуктазу, и смањује продукцију дезоксинуклеозидтрифосфата (dNTP). Крајњи ефекат → инхибиција синтезе DNK и висока концентрација dATP у лимфоцитима, што код пацијената развија тешку имунодефицијенцију. 7. Повећана активност пурин-5-нуклеотидазе (Р-5-N) карактерише се; повећаном концентрацијом инозина и гванозина и имунодефицијенцијом. 8. Недостатак глукоза-6-фосфатазе (гликогенозе тип I) карактерише се; нагомилавањем глукоза-6-фосфата у јетри, стимулацијом пентозофосфатног циклуса, стварањем великих количина рибоза-5-фосфата, стимулацијом оксидације масних киселина и повећаном синтезом лактата, пирувата и кетонских тела |
| Секундарна хиперурикемија | 1. Повећана синтеза мокраћне киселине код: - Хемобластозе (због повећане разградње нуклеинских киселина) - Псоријазе - Повећаног уношење пурина 2. Смањено излучивање мокраћне киселине из бубрега због: - Хроничне болести бубрега (због поремећена тубуларна секреција мокраћне киселине) - Ацидозе (лактатна, кетоацидоза), (млечна киселина и кетокиселине компетирају са мокраћном киселином за транспортни систем за излучивање мокраћне киселине у тубулима). - Утицај лекова (диуретици (тиазиди, фуросемид), салицилна киселина, туберкулостатици (пиразинамид, изонијазид) инхибирају излучивање мокраћне киселине кроз бубрег) - Тровања (оловом, берилијумом) |

## Клиничка слика
Продромална фаза
Појави манифестне клиничке слике гихта претходи период асимптоматске хиперурикемије. У овом стадијуму болести кристали МК се таложе у ткивима. Када је створено довољно депозита преципитирајући фактори доводе до ослобађања кристала који покрећу каскаду, манифестних симптома.
Акутна фаза
Гихт почиње подагром (почетном манифестацијом у 50% случајева гихта) која се карактерише наглим, обично у сну, изузетно јаким болом, отоком, и запаљењем у метатарзално-фалангеалном зглобу великог прста ноге. Бол је толико јака да болеснику и додир покривача изазива болну сензацију. Бол у зглобу обично започиње од 2–4 часа током ноћи.
Оболели зглоб даје јасну слику запаљенског артритиса, у коме доминира оток, затегнута и сјајна, јако црвена и на додир топла кожа. Најчешће је захваћен само један зглоб (обично зглоб ножног палца), мада (ређе) болест може почети и на два или више зглоба, који су најчешће у истом уду (почев од прстију преко пете све до чланка). Осим великог прста палца ноге, подагра напада и горњи део стопала, скочни зглоб, зглобови прстију руку, колена... Када је запаљенски процес у зглобу или зглобовима, израженији, болест може пратити повишена телесна температура и дрхтавица (грозница).
Ток болести достиже кулминацију у прва 24 часа. и најчешће траје 3-14 дана, након чега симптоми спонтано смирује, често и без икакве терапије.
Фаза мировања
У току фазе мировања болесник најчешће нема никаквих тегоба у зглобовима, али може у 14% случајева бити праћена хематуријом, и сталном хиперуратемијом. Болест се поново јавља унутар прве године од првог напада и обично захвата исти зглоб као претходни пут. Постоје одређени фактори који убрзавају или подстичу поновну ремисију гихта. То су пре свега гурмански оброци, који се састоје од хране богате пуринима (риба, изнутрице) и злоупотреба алкохола. У неким случајевима као провоцирајући фактор могу деловати и хируршка интервенција, узимање неких лекова, хемотерапија код малигних болести, нагло мршављење, повреде и сл.
Хронична фаза
Ако се гихт хигијенско дијететском исхраном, правилним начином живота и терапијом не третира, због сталне акумулације кристала МК гихт постаје хроничан артритис, који се карактерише појавом поткожних и костних тофуса, као и хроничном уратном артропатијом. Такође после дужег периода интермитентних атака артритиса једног зглоба у гихту може постати полиартикуларан.
Тофуси представљају карактеристичну избочину на кожи, насталу услед вишегодишње нелечене болести, а као последица таложења урата у хрскавици, синовијалној течности зглобова, тетивама, шаци, прстима шаке, коленима, па чак и на ушним шкољкама. Око 20% болесника има присутне бубрежне каменчиће. Уратна нефропатија се обично испољава тек након неколико година болести и у почетку је праћена благим симптомима, али касније напредује и доводи до бубрежне инсуфицијенције, која је узрок смрти у око 25% болесника са гихтом. Хронично запаљење бубрега временом доводи до фиброзе и инсуфицијенције бубрега. Интерстицијалне и гломерулске промена могу настати и без кристализације. Код тих болесника клиничка слика гихта поприма симптоме који личе онима у дуготрајној артеријској хипертензији.
Фазе у развоју клиничке слике гихта
| Фазе гихта | Карактеристике фазе                 | Знаци и симптоми |
| ---------- | ----------------------------------- | --- |
| I фаза     | Висок ниво мокраћне киселине у крви | - Појави артритиса претходи период асимптоматске хиперурикемије, која је основна карактеристика ове фазе. - Код појединих пацијената ниво МК у крви може бити већи од нормалног, али не постоје манифестни симптоми болести. - Високе вредности мокраћне киселине у крви (хиперурикемија) могу се увећавати, али у овој фази, симптоми гихта можда се никада неће развити. - Код неких пацијената може да се појави камен у бубрегу пре првих, манифестних напад гихта. Уратни каменци чине 5-10% свих бубрежних каменаца. |
| II фаза    | Епизоде акутног гихтичног артритиса | - Ова фаза болести назива се и интерстицијална или ремисиона фаза гихта. - У овом стадијуму болести кристали МК се таложе у ткивима. Када је створено довољно депозита преципитирајући фактори доводе до ослобађања кристала МК у зглобној течности, обично у једном зглобу најчешће палцу ноге, који покрећу каскаду запаљења које резултује акутним артритисом, „напад гихта“. - Мада су најчешће промена на палцу, напад гихта, се може развити у другим зглобовима, укључујући колена, скочни зглоб и зглобове стопала и прстију. - Након напада гихта, настаје известан период затишја и околна ткива изгледају нормално неколико дана до следећег напада, који се често јавља у року од 2 године. Код многих пацијената овај период постаје прогресивно краћи, а напади се јављају чешће. - Период између два атака артритиса назива се интеркритички период. - У каснијем периоду напади могу бити тежи, дуже трају, а укључено је и више од једног зглоба. |
| III фаза   | Хронични гихт са тофусима           | - Ако су се симптоми гихт повукли без лечења, након неколико година болест може да пређе у хроничну фазу, у којој су промене израженије и присутна на више од једног зглоба. - Ова фаза гихта је често удружена са другим облицима артритиса, најчешће остеоартритисом. - У овој фази, због све већег накупљања и таложења кристала МК у телу, долази до формирања дуготрајних чворића тофуса. Ако се чворићи налазе непосредно испод површине коже, депозити МК су обично чврсти и покретни. Кожа изнад њих може бити истањена и црвена. Тофуси који су веома близу површини коже, могу проминирати крем или жуту боју. - У почетку, тофуси се обично налазе близу лакта, дуж прстију руку и ногу, или на спољној ивици ува. - Ако болест и даље напредује, без лечења, тофуси могу настати у хрскавици спољашњег ува или у ткивима око зглоба (бурза, лигаменти и тетиве). Захваћени део је болан, отечен, црвен и топао (типични знаци упале). - У овој фази могућа је прогресивно скврчавање и уништавање хрскавице и деформација костију (деформација зглоба). - Ова фаза гихта је обично ретка због све већег напретка у раном лечењу гихта. |

## Дијагноза
Гихт се може дијагностиковати и лечити без даљих испитивања код оних који имају хиперурикемију и класичну подагру. Међутим, требало би урадити анализу синовијалне течности уколико постоји нека сумња у вези са дијагнозом. Рендген, мада користан за идентификовање хроничног гихта, није од велике користи код акутних напада.

### Преглед синовијалне течности
Коначна дијагноза гихта базира се на идентификацији кристала мононатријум урата у синовијалној течности или тофус-а. Сваки узорак синовијалне течности узет са недијагностикованог зглоба под упалом, треба да се тестира на присуство ових кристала. Под поларизованом светлошћу микроскопа, они имају игличасту морфологију и снажно негативно двојно преламање светлости. Овај тест се тешко спроводи, па је често потребно да онај ко га спроводи буде веома искусан у том послу. Ова течност се мора испитивати релативно брзо, одмах по њеном узимању, пошто температура и pH утичу на њена својства.
Осетљивост анализе синовијалне течности је 84%, са специфичношћу од 100%. У случају ако се сумња на гихт, а анализа је негативна, поступак се може понављати у другом зглобу или са накнадном анализом. Кристали могу бити одсутни у врло раном стадијуму.

### Преглед крви
Одређивање нивоа мокраћне киселине у крви је највише коришћен тест у дијагностици гихта. Око 25% становништва у својој историји болести има повишене вредности мокраћне киселине у крви. Иако је хиперурикемија у крви| напомена|Хиперурикемија се дефинише као стање у којем је ниво урата плазме већи од 420 μmol/l (7.0 mg/dl) код мушкараца и 360 μmol/l (6.0 mg/dl) код жена.}} једна од класичних својство гихта, она се јавља само у 50% случајева без хиперурикемије, а код већине људи са повишеним нивоом мокраћне киселине никад се и не развије гихт.
Како гихтични напади нису увек повезани са нивоом мокраћне киселине у серуму, тако и повишени нивои МК у серуму не доказује дијагнозу акутног гихта, иако је хиперурикемија присутна у 95% случајева, као што и нормалан ниво МК у серуму не искључује дијагнозу. Око 15% пацијената са симптомима гихта могу да имају нормалне нивое МК у серуму у време акутног напада гихта. Како, изражено високе вредности МК у крви не указује или предвиђају појаву симптома гихта, дијагностику треба допунити одређивањем присуства кристала урата у синовијалној течности зглоба или меким ткива. Према томе, корист од мерења нивоа мокраћне киселине у серуму је често недовољна.
Ниво мокраћне киселине у крви је у корелацији са ризиком за оболевање од гихта. Тако је нпр петогодишњег ризик за развој гихта приближно 0,6% ако је ниво испод 7,9 mg/dL, 1% ако је 8-8,9 mg/dL, и 22% уколико је већи од 9 mg/dL.
Остале врсте прегледа крви које се најчешће обављају су; одређивање броја леукоцита, вредности електролита, бубрежна функција]], и брзина седиментације еритроцита. И бела крвна зрнца и седиментација могу бити повишене код гихта а да инфекција не постоји. Постоји податак о броју леукоцита који је код појединих случајева био чак 40.0×109/l (40,000/mm³).
Анализе крви могу открити бројне абнормалности повезане са гихтом или код уобичајених болести које су међусобно повезане.
Поред тога, патолошки резултати крви који указују на поремећај бубрежних функција или функција јетре могу утицати на избор одговарајуће терапије. Ниво креатинина у крви може указати на дисфункцију бубрега код старијих пацијената или код пацијената са мањом мишићном масом.
Хипертриглицеридемија и низак ниво липопротеина високе густине (ХДЛ) су повезане са гихта. Високе вредности глукоза код пацијенти са гихта указују на њихов повећани ризик за развој шећерне болести.
Напади псеудогихта могу бити изазвани бројним метаболичким абнормалностима. Тако, код пацијента који имају на почетку напада артритиса ЦПП кристале треба урадити следеће биохемијске анализе (одређивање нивоа магнезијума, калцијума, гвожђа) и тестове за проверу функција штитне жлезде.

### Преглед мокраће
Преглед мокраће од гихта најчешће изводи тако што се након 24-часовног прикупљања мокраће одређује ниво мокраћна киселина. Овај тест се обично користи за контролу урикозуричне терапије. Ако пацијенти излучити више од 800 мг мокраћне киселине у 24 часа, током редовне исхране, то указује да се исхраном ствара прекомерна количина мокраћне киселине. Ови пацијенти (око 10% случајева са гихтом) захтевају лечење алопуринолом уместо пробенецидом како би се смањио ниво мокраћне киселине. Код пацијенти који излучују више од 1.100 мг МК за 24 часа обавезно треба би требало испитати стање бубрежни функција због опасности од створеног бубрежног камења и уратне нефропатије.

### Методе визуелизације
Радиографија
Радиографија оболелих зглобова у акутном нападу артритиса најчешће не показује промене које се очекују код гихта, Зато ови налази нису увек дијагностички значајни. Наиме у раној фази гихта, радиографски налаз је често нормалан или показују само „мека“-отицања ткива. Тако је радиографија зглоба код болесника са акутним артритисом оправдана је само ако постоји сумња на прелом кости.
Радиографију треба више користити у диференцијалној дијагнози хроничног артритиса. Налаз субкортикалних циста, без ерозија иде у прилог гихта. Радиографским прегледом се могу дијагностиковати и тофуси.
Радиографски налази карактеристични за гихта, најчешће се јављају у првој години од почетка болести, и карактеришу се ерозијама или лизом делова зглоба са назубљеним зглобним ивицама (види слику). Магловите радиографске промене указују на створене тофе и јављају се при крају друге фазе гихта. Тофуси могу бити и са знацима калцификата.
Ерозије са назубљеним ивицама, на радиографском снимку, генерално се сматрају патогномоничним знаком за гихт, али се оне такође могу наћи у амилидози, мултицентричној ретикулохистиоцитози, и тип IIА хиперлипопротеинемији.
Карактеристике ерозије зглоба типичне за гихт али не и за реуматоидни артритиса обухватају следеће промене:
- Очување заједничког простора
- Одсуство периартикуларне остеопеније
- Локализоване промена изван заједничке капсуле зглоба.

Још једна карактеристика за типичне ерозије код гихта је присуство склеротичне границе, понекад називане „ерозија ван границе“. Поред тога, ерозивне промене у гихту могу бити асиметрично распоређене међу зглобовима, са јаком склоношћу за дисталне зглобове, нарочито у доњим удовима (види слику).
Компјутеризована томографија
Стандардна радиографија и компјутеризована томографија (ЦТ) су комплементарне методе за препознавање зглобних ерозија у гихту.
Такође уз помоћ ЦТ скенирања, у бубрегу се код болесника гихтом може открити присуство камена, хемијски састав камена и присуство уратних депозита у црвима.
| „ | У студији која је применила ЦТ снимање мокраћног система за идентификацију нефролитијазе у гихту, код 62% пацијената након ЦТ скенирања документована је уролитијаза. У 383 мушких пацијената са примарним гихтом, ЦТ скенирање потврдило је нефролитијазе у 103 (26,9%), док је у историји болести код пацијента каменац био позитиван у само 65 (17%). Аутори ове студије су закључили да се преваленција уролитијазе не може се прецизношћу одредити на основу историје болести пацијената. | ” |

Ултразвучни тестови
Употреба ултразвука у реуматологији је у експанзији. Нетофацеозни депозити кристала мононатријум урата на површини зглобне хрскавице се ултразвучним прегледом могу видети као дупла контура. Овај феномен се детектује и код особа са асимптоматском хиперурикемијом. У својим истраживањима др Пинеда са сарадницима, пронашао је знаке дупле контура у првим метатарзофалангеалним зглобовима у 25% од 50 асимптоматских болесника са хиперурикемијом, али ни у једном случају код 52 пацијента са нормоурикемијом. У другој студији (Де Мигуела и сар) ултрасонографијом препознали су таложење кристала урата у 11 од 26 пацијената који су имали асимптоматске хиперурикемије у периоду од 2 до 28 година живота (просечно 6,2 године), на коленом зглобу у 9 случајева и првом метатарзофалангеалном зглобз у 6 случајева. Ови резултати показују да асимптоматски гихт није безопасан као што се то некада веровало.
Након првог, акутног напада болести, делови тела погођени гихтом, најчешће су без промена на ултрасонографији. Касније, ултарзвучни налаз се карактерише дифузним проширење зглобне пукотине са видљивим промена на површини зглобне хрскавице. Хондрокалциноза се може појавити као танак, хиперехогена трака у хијалиној хрскавици.
Ултразвучни налаз у доказаном гихта обухвата следеће промене:
- Знак „дупле контуре“, који се састоји од хиперехогених делова, насталих неправилним таложењем кристала МК на површини зглобне хрскавице и хиперехогених суседних коштаних контура.
- Знак „ватастих шећерних праменова“, који су у ствари наталожени делови тофацеозног материјала, који се описују као хиперехогине и хипоехогени хетерогени материјала по ободу зглоба.
- Нагриженост (ерозија) суседних коштаних структура око тофацеозних депозита (наслага).

Ултразвук може показати и исталожене уратне кристале у ткивима код асимптоматских пацијената са хиперурикемијом.
Магнетна резонантна томографија
Магнетна резонантна томографија (МРТ) није обавезан део рутинске дијагностике за акутни артритис. На МРТ снимку најчешће се уочава едем зглоба који је минималног интензитета што није довољан доказ да би се доказало постојање гихта, осим ако истовремено није присутан и остеомијелитис. Зато се препоручује МРТ са гадолинијумом, када је потребно проценити стање тетива и омотача зглоба у диференцијалној дијагнози код остеомијелитиса. На МРТ се могу видети и велики депозити кристала у бурзама или лигаментима зглобова, док испитивање ерозија открива присуство тофацеозних депозита али не и коштаног едема или синовитиса.
Тофацеозне промене обично имају низак или средњи интензитет сигнала на Т1-спину. Интензитет сигнала такође има тенденцију да буде низак и на Т2-спину. У одсуству инфламације тофуси су на МРТ оштро ограничени и могу се боље приказати применом гадолинијума. Присуство упале на МРТ приказује се као интензивнији перилезиони знак. Тофацеозне промене и околини делови упале могу се повећати применом контрастног средства (гадолинијума).

### Хистолошки тестови
Хронични тофусу, на хистолошком препарату, код гихтичних депозита често се показују као велике бледо розе ацелуларне области, које заправо представљају растворене кристале урата, окружене хистоцитима и мултинуклеотидима џиновских ћелија.
Кристали су растворљив у води и на тај начин се растварају током рутинске обраде ткива. Ако постоји велики број кристала, међу њима неки могу остати у обрађеном ткиву и појављују се као бледо браон-сиви рефлектујући материјал, или се могу видети на појединим секцијама. Уратним кристали се лепо могу видети на поларизованој светлости.
Псеудогихт такође, на хистолошком препарату, показује бледо розе области које могу бити окружене хистоцитима и мултинуклеотидима џиновских ћелија. На приказима са већим увећањем, кристали код псеудогихта су љубичасти и ромбоидни и по томе се могу разликовати од гихта у рутинским хистолошким прегледима.
|  |  |  |  |

## Дефинисање коморбидних стања
Код свих болесника са гихтом треба дефинисати коморбидна стања, јер је доказано да кристали мононатријум урата покрећу бројна запаљења у организму. Растворена мокраћна киселина функционише као про-оксидант и има негативан ефекат на ендотелну функцију, оксидативне механизме и агрегацију тромбоцита. Такође је доказано да активира систем ренин-ангиотензин. Због ових својстава МК изазива артритис, метаболички синдром, артеријску хипертензију и коронарну болест.
- Сви болесници са запаљењским реуматским болестима, па самим тим и они са гихтом, имају повећан ризик од кардиоваскуларних болести.[109] Тај профил је најнеповољнији код болесника са гихтом (57-69). Бројне епидемиолошке студије показују да > 90% болесника са гихтом има артеријску хипертензију и да је хиперурикемија независан предиктор њеног настанка. На закључак да је хиперурикемија могући узрок хипертензије наводи и налаз да око 90% младих особа са артеријском хипертензијом има хиперурикемију.[110]
- Око 60% болесника са гихтом има хиперлипидемију, 50% тип 2 шећерне болести, а око 45% коронарну болест. Инфаркт миокарда добије око 14% болесника.[111]
- Метаболички синдром је веома чест код особа са гихтом (> 60%). Повећање серумске концентрације МК за ≥ 60 μmol/l повећава ризик од кардиоваскуларног коморбидитета за око 20%. Ризик од појаве типа 2 шећерне болести се удвостручује када су концентрације МК ≥ 360 μmol/l. Инсулинска резистенција је веза између гихта и метаболичког синдрома. Хиперурикемија претходи хиперинсулинемији, гојазности и шећерној болести. Са друге стране, инсулинска резистенција смањује клиренс мокраћне киселине и доводи до хиперурикемије.[112]

## Диференцијална дијагноза
Најзначајнија диференцијална дијагноза гихта је септички артритис. Ово треба имати у виду код оних пацијената код којих постоје знаци инфекције или код којих не постоји помак у лечењу. Пацијенти код којих се сумња на акутниинфламаторни артритис обавезно треба да се подвргну артроцентези и бојењу по Граму и засејавањем, тако добијене синовијалне течности, како би се искључи септички артритис, чак и ако је доказан повишен ниво мокраћне киселине у серуму. Негонококни заразни артритиси доводе до смртног исхода у 10% случајева, па стога диференцијално дијагностички морају бити искључени.
Друга стања која треба имати у виду подразумевају псеудогихт и реуматоидни артритис. Тофуси гихта, нарочито када се не налазе у зглобу, могу се погрешно протумачити као да се ради о карциному базалних ћелија, или о другим неоплазмама.
У диференцијалној дијагнози гихта посебан проблем могу представљати следећа стања и болести, које треба имати увек у виду пре постављања коначне дијагнозе, гихт или псеудогихт:
| - Акутна саркоидоза - Амилоидоза - Бурзитис - Калцификовани периартритис - Хондрокалциноза - Конгенитална интолеранција на фруктозу - Калциноза вежњаче - Хиперпаратироидизам - Недостатак хипоксантин-гуанин фосфорибозилтрансферазе (Леш-Нихан синдром) - Малигни тумори меких ткива - Мултицентрична ретикулохистиоцитоза заноктица | - Пигментисани вилонодуларни синовитис - Синтетазе суперацтивити фосфорибосилпирофосфата - Псоријатична артропатија - Реактивни артритис - Бубрежна остеодистрофија - Спондилоартропатија - Реуматоидни артритис - Теносиновитис - Траума (повреда) - Хиперлипопротеинемија тип IIA |

## Терапија
Крајњи циљ лечења гихта је елиминација депозита кристала мокраћне киселине (МК), што се може постићи само ако је њена концентрација у серуму (крви) < 360 umol/l. Полазећи од овог циља терапијски приступ гихту креће се у три правца:
- Купирање акутног напада
- Профилакса акутних напада гихта
- Снижавање вишка мокраћне киселине и смањење њеног стварања, чиме се спречава развој гихтичног артритиса, зауставља таложење кристала урата у ткивима и зглобовима и стварају услови за излечење.

Само правовременом терапијом болест се брзо смирује и не поприма хронични ток. Медикаментозно лечење гихта препоручује се уз правилан хигијенско-дијететски режим, са акцентом на смањење уноса масти, хране богате пурином, фруктозе и алкохола. Такође се саветује се и што већи унос течности, као превенција настанка бубрежних каменчића. У тежим облицима болести препоручује се укључивање у терапију лекова који коригују метаболички поремећај. Како би терапија била успешна неопходно је што раније започети са санацијом артритиса, како запаљенски процеси у зглобовима не би довели до трајних деформитета.
Тофусе не треба хируршки уклањати, осим ако су на критичном месту или су хронично упаљени. Хируршко лешење може бити индиковано код компликованих тофуса, укључујући инфекције, сложене деформитет, компресије (нпр, кауде еквине или кичмене мождине), присуство упорног бол, као и чирева насталих у тофусним ерозијама.
Дугорочно узимање антиуричних лекова коригује хиперуратемију, спречава поновни настанак артритиса и стварање хроничних промена. Уколико постоје тофуси, правилна терапија доводи до њиховог растварања и нестанка, чиме се елиминише потреба за хируршким интервенцијама. Терапија гихта начелно траје читавог живота.

### Хигијенско-дијететски режим
Први корак у регулисању хиперурикемије је промена начина живота (навика) уз строго поштовање дијететског режима исхране. У таквом режиму исхарана је сиромашна пуринима и фруктозом. Гојазни овом исхраном (којом треба да редукују унос пурина) треба и да смање телесну масу. У склопу терапије гихта гојазнима се препоручују и редовно физичко вежбање, престанак пушења и адекватан унос течности.
У болници „Џенерал хоспитал“ из Масачусетса урађена је студија на 47.150 испитаника, и дошло се до закључка да се редовним узимањем млека и млечних производа може за 50% смањити ризик за појаву гихта. Утврђено је и да свакодневно узимање меса повећава ризик за појаву овог обољења за 21%, а и веће количине морске хране повећавају ризик за 7%. Приликом испитивања утврђено је да поједине врсте поврћа немају никакав утицај на настанак гихта, иако се раније сматрало да имају (карфиол, спанаћ, пасуљ, грашак, боб).
У односу на садржај пурина намирнице су у дијеталној исхрани категоризоване у; забрањене, ограничене и оне које се препоручују (74-78).74.
- Болесници са гихтом не треба да користе црвена меса, изнутрице, месо дивљачи, морске плодове и намирнице богате мастима.[126][127]
- Употребу алкохолних пића треба да сведу на минимум. Препорука се нарочито односи на пиво. Горња дозвољена граница алкохола је 4 јединице за мушкарце а 3 за жене. Алкохолна јединица је однос јачине и количине алкохолног пића.
- Од посебне важности је да болесници узимају 1-1,5 l воде у току дана. Адекватном хидратацијом се стимулише гломерулска филтрација бубрега и смањује могућност кристализације МК у бубрежним тубулима. Уносом течности се одржава и одговарајућа количина синовијске течности и на тај начин спречава кристализација мокраћне киселине у зглобу.
- Забрањена је употреба сокова богатих фруктозом, које треба заменити исхраном богатом воћем и поврћем.

Категоризација намирница у односу на садржај пурина
| Дозвољено                 | Умерено дозвољено       | Забрањено                |
| ------------------------- | ----------------------- | ------------------------ |
| Јаја                      | Шпаргла                 | Инћуни                   |
| Ораси, кикирики бутер     | Карфиол                 | Сардине                  |
| Сиреви са мало масти      | Спанаћ                  | Скуша                    |
| Обрано или 1% млеко       | Махунасто поврће        | Туна                     |
| Супе и чорбе без меса     | Кувани парадајз         | Харинга                  |
| Поврће                    | Кромпир                 | Бакалар                  |
| Воће и воћни сокови       | Пилетина                | Шкољке                   |
| Бели хлеб, пециво, двопек | Овчије месо             | Дивљач                   |
| Пшеничне клице            | Печурке                 | Изнутрице                |
| Пасте                     | Овас и овсена каша      | Сосови са месом          |
| Пиринач                   | Пшеничне клице и мекиње | Месне прерађевине        |
| Корнфлекс                 | Интегрално брашно       | Сланина                  |
| Кокице                    | Хлеб од ражи            | Свињско месо             |
| Кукурузно брашно          | Шећер                   | Говеђе месо              |
| Ћуреће бело месо          | Мед                     | Сочиво                   |
| Јагњеће месо              | Чоколада                | Пуномасно млеко и сиреви |
| Вода                      | Маст                    | Квасац                   |

### Фармакотерапија
Фармакотерапија хиперурикемије је индикована код болесника који имају један или више тофуса, најмање два атака артритиса годишње, хроничну бубрежну инсуфицијенцију другог степена и/или уролитијазу. На основу препорука за лечење гихта, које се заснивају на ставовима ЕУЛАР (Европско удружење за борбу против реуматизма) терапију лековима треба применити на следећи начин:
- Код болесника са бубрежном инсуфицијенцијом дозе лекова треба прилагодити клиренсу креатинина.
- Болесници који појачано стварају мокраћну киселину треба да узимају инхибиторе ксантин оксидазе.
- Код болесника са нормалним клиренсом креатинина који имају смањену екскрецију МК индикована је примена урикозурика.

Лекови првог избора за нормализовање концентрације МК у серуму су инхибитори ксантин оксидазе (алопуринол и фебуктостат).
Када болесник има тежак, тофацеозни гихт а лечење инхибитприма ксантин оксидазе и/или урикозурицима није дало ефекат, болесник не толерише ове лекове или су се испољили нежељени ефекти индикована је примена уролитика.
Лек првог избора је пробенецид. Не препоручује се код болесника са клиренсом креатинина <50 ml/min. Терапија хипоурицима се може започети и у акутном нападу под условом да је обезбеђена адекватна антиинфламаторна терапија.
Урикемију у току терапије треба контролисати на 2 до 5 седмица док се доза лека не подеси. Када се постигне задовољавајућа контрола урикемиј контроле су на 6 месеци. Редовним контролама се поуздано прати и приврженост терапији.
Концентрација МК у серуму треба да буде < 360 μmo/l код свих болесника у току терапије. За ублажавање клиничке слике гихта концентрација МК треба да буде <300 μmol/l.
Фармакотерапија у хиперурикемији
| Индикације | Циљ                                        |
| --- | ------------------------------------------ |
| - Присуство тофуса - Два или више напада акутног артритиса годишње - Хронична бубрежна инсуфицијенција II степена - Уролитијаза (камен у мокраћним путевима) | - Урикемија <360 μmol/l односно 300 μmol/l |

#### Лечење акутног артритиса
Акутни урички артритис се лече медикаментно. У лечењу се користе нестероидни антиинфламаторни лекови (NSAIL), количине и кортикостероиди (КС), као монотерапија или у комбинацији.
Ови лекови не утичу на концентрацију мокраћне киселине у серуму (крви). Основни принципи медикаментозног лечења акутног артритиса су:
- Лечење треба започети унутар 24 часа.
- Терапија хипоурицима се не прекида у акутном нападу, а болесници треба да буду едуковани да започну аналгетску терапију без консултације лекара.
- Избор лека зависи од интензитета бола и броја захваћених зглобова. Интензитет бола се оцењује на скали од 0. до 10. Благ бол је до 4, умерен од 4 до 6 и јак од 6. до 10.
- Код болесника са благим до умереним болом и захваћеним малим зглобовима или 1-2 велика зглоба лечење треба започети монотерапијом са NSAIL, кортикостероидима или колхицином. Избор зависи од процене који је лек најадекватније за болесника и спремности болесника да препоручену терапију користи.
- Код болесника са хроничном болешћу бубрега или јетре предност треба дати кортикостероидима.

Ако се интензитет бола у првих 24 сата смањи zа 25% а касније за најмање 50% лечење треба сматрати успешним. Уколико изостане ефекат монотерапије може се покушати са комбинованом применом лекова. Код болесника са полиартрикуларном формом болести на самом почетку треба применити комбиновану терапију. Комбинована терапија подразумева истовремену примену NSAIL и kolchicina, кортикостероида и kolchicina и интраартикуларну примену кортикостероидима са другом терапијом.
Локална примена леда је корисна додатна мера у лечењу акутног артритиса.
Група најчешће коришћених лекова у терапији гихта
| Врста лека      | Намена и дејство |
| --------------- | --- |
| НСАИЛ           | - Нестероидне антиреуматике треба ординирати у првој линији одбране од гихта, у пуној дози до престанка напада. Мада ниједан од представника НСАИЛ није значајно више или мање ефикасан од других. Традиционално се у лечењу акутног артритиса предност даје напроксену и индометацину. Ефикасност појединих НСАИЛ се клинички битно не разликује па избор зависи од профила нежељених ефеката, коморбидитета, цене и болесникове спремности да истраје у узимању одређеног лека. - Побољшање се може приметити већ у току прва четири сата од примене лека, а препоручује се да лечење траје током једне до две недеље. - НСАИЛ се не препоручују код болесника који имају преосетљивост на ове лекове или друге здравствене проблеме, као што су гастроинтестинално крварење, бубрежна инсуфицијенција, или срчана инсуфицијенција. Тако се код болесника са болестима гастроинтестиналног тракта могу применити COX2 инхибитори уз све мере опреза ако су присутне кардиоваскуларне болести. - Мада је, индометацин, најчешће коришћен од свих у историји НСАИЛ-а, алтернативни лек, као што је ибупрофен, може имати предност због свог бољег профила нежељених ефеката, у недостатку лека веће ефикасности. |
| Колхицин        | - Колхицин је алтернатива за оне болеснике који не подносе НСАИЛ-е. Његова нежељена дејства (пре свега гастроинтестиналне тегобе) ограничавају његову примену. - Колхицин се најчешће примењује за лечење акутног напада артритиса који не траје дуже од 36 сати. Интравенска примена лека и високе дозе се више не примењују. Доза колхицина се коригује ако је клиренс креатинина < 50 ml/min. - Гастроинтестиналне тегобе, након примене колхицина међутим, зависе од дозе а ризик се може смањити коришћењем мањих али још увек ефикасних доза. - Колхицин може узајамно да делује са неким од често прописиваним лековима, као што су између осталих аторвастин и еритромицин. па то треба имати у виду током његове примене. |
| Кортикостероиди | - Глукортикоид-и су подједнако ефикасни као и НСАИЛ-и и могу се користити ако постоји контраиндикација за примену НСАИЛ-а, или ако су захваћена 1-2 велика зглоба. - Интрартикуларна (унутарзглобна) примена се може комбиновати са НСАИЛ, кортикостероидима перорално и колхицином. Међутим, код интраартикуларне примене треба искључити инфекцију зглоба, пошто стероиди погоршавају овакво стање. - Не препоручује се перорална примен комбинација кортикостероида са НСАИЛ због синергистичког негативног дејства на гастроинтестинални тракт. - Акутни напад гихта је чест код болесника на болничком лечењу који не узимају храну на уста. Код ових болесника кортикостероиде треба применити интраартикуларно ако је захваћено 1-2 зглоба. - Код полиартритиса практиковати давање кортикостероида у мишић. |
| Пеглотиказа     | - Када болесник има тежак, тофацеозни гихт а лечење инхибитприма ксантин оксидазе и/или урикозурицима није дала ефекат, или је болесник не толерише или су се испољили нежељени ефекти индикована је примена уролитика. Установљено је да њена примена снижава ниво мокраћне киселине код ове популације. - Пеглотиказа је рекомбинантна уриказа модификована полиетилен гликолом, која катализује оксидацију МК у алантоин који је инертни метаболит пурина растворљив у води и који се излчује мокраћом. - Пеглотиказа (Krystexxa) је лек одобрена за лечење гихта у САД 2010. године - Она је лек избора за 3% популације која не подноси друге медикаменте. - Пеглотиказа ефикасно смањује уратемију, ако се примењује интравенском инфузијом која се ординира сваке друге недеље, Снижавање концентрације МК је дозно зависно, а након примене лека 45% болесника је изгубило најмање један тофус. - У току примене лека се могу јавити инфузиона реакција, мучнина и повраћање, бол у грудима, екхимозе и веома ретко анафилактичка реакција. - У прва три месеца примене лека могућа је егзарцербација гихта. - Антиинфламаторна профилакса пеглотиказом спроводи се на 6 месеци                          |

### Профилактичка терапија нових напада гихта
Антиинфламаторна профилакса је индикована код свих болесника са учесталим нападима артритиса у раној фази примене лекова који снижавају урикемију. Лечење профилактичким лековима не започиње се у прве две недеље од сузбијања акутног напада, због постојања теоретске могућности да се напад погорша. Профилаксу треба спроводити све док постоје знаци активности гихта (најмање 1 тофус при прегледу, скорашњи акутни артхритис, одржавање хиперурикемија). Бројни лекови се користе за превенцију нових епизода гихта, укључујући инхибитор ксантиноксидазе (алопуринол и фебуксостат) и урикозурик-е (пробенецид и сулфинпиразон). Када су колцхицине или НСАИЛ контраиндикована профилакса се спроводи малим дозама кортикостероида (преднизона или преднизолона).
У току профилаксе требало појачати мере за смањење нивоа мокраћне киселине у серуму све док она не спадне испод одрживих 300–360 µmol/l (5,0-6,0 mg/dl). Ако се ови лекови користе дуготрајно, у време напада гихта препоручује се прекидање употребе. Ако се ниво МК не може довести до испод 6,0 mg/dl, а и даље се напади понављају, сматра се да је лечење било неуспешно или да се ради о упорном тврдокорном) гихту. Уопште узев, изгледа да је пробенецид мање ефикасан од алопуринола.
Уколико постоји недовољна секреција мокраћне киселине, најчешће се препоручује примена урикозуричних лекова. Међутим, они се не препоручују ако је пацијент имао камен у бубрегу.
Код 24-часовне екскреције урину са више од 800 mg мокраћне киселине, што говори о хиперпродукцији, препоручује се инхибитор ксантиноксидазе. Инхибитори ксантиноксидазе (алопуринол и фебуксостат) блокирају стварање мокраћне киселине. Дуготрајна терапија је сигурна и добро се подноси. Може се примењивати код људи са оштећењем бубрега или уратним камењем. Како је алопуринол код малог броја особа изазвао преосетљивост ово треба имати у виду таком његове примен. У таквим случајевима, као алтернативни лек се препоручује фебуксостат.

## Превенција нових напада и артритиса

### Антиимфламаторна профилакса
Антиинфламаторна превенција је индикована код свих болесника са учесталим нападима артритиса у раној фази примене лекова који снижавају урикемију. Превенцију треба спроводити све док постоје знаци активности гихта (најмање један тофус при прегледу, скорашњи акутни артритис,
Превенција се може спроводити леком првог избора колхицином или применом малих доза НСАИЛ-а, уз обавезну употребу инхибиторима протонске пумпе. Када су колхицин или НСАИЛ контраиндиковани профилакса се спроводи малим дозама кортикостероида.
Антиинфламаторна профилакса је индикована код свих болесника са учесталим атацима артритиса у раној фази примене лекова који снижавају уратемију.
Профилаксу треба спроводити све док постоје знаци активности гихта (најмање један тофус при прегледу, скорашњи акутни артхритис, одржавање хиперурикемије). 
Први избор је колхицин. Препоручена доза је 0.5-0.6 mg 1-2x дневно.
Профилакса се може спроводити и применом малих доза НСАИЛ са инхибиторима протонске пумпе.
Када су колхицин или НСАИЛ контраиндиковани профилакса се спроводи малим дозама кортикостероида (<10 mg/d преднизона).

### Хигијенско-дијететски начин живота
Поред лекова важну улогу у превенцији имају и промене у начину живота, што може значајно довести до смањења нивоа мокраћне киселине. Делотворни избори дијете и начина живота су смањење уноса хране као што је месо и морски плодови, унос адекватне количине витамина С, ограничење уноса алкохола и фруктозе, избегавање стварања прекомерне тежине. Нискокалорична дијета код гојазних мушкараца може да смањи ниво мокраћне киселине за 100 µmol/l (1.7 mg/dl).
Дневни унос Ц витамина од 1.500 mg и повећан унос воде смањује ризик од настанка гихта за 45%.
Конзумирање кафе, али не и чаја, смањује ризик од настанка гихта.
Гихт може бити и секундарно обољење код апнеје сна због отпуштањем пурина из ћелија које немају довољно кисеоника. Примарним лечењем апнеје може се превенирати или значајно смањити број напада.

## Прогноза
И без лечења, акутни напад гихта обично пролази за пет до седам дана. Међутим, код 60% болесника јавља се други напад у року од једне године, а болест временом може попримити и хронични облик, са деструкцијом зглобних површина, зглобним деформитетима и безболним тофусима. Тофуси се могу јављати код 30% пацијената ако се пет година не ушним шкољкама, оллекранону или Ахиловој тетиви.
Болесници са гихтом су под већим ризиком од хипертензије, шећерне болести, метаболичког синдрома, бубрежних и кардиоваскуларне болести, а тиме и под већим ризиком од смрти.
Хиперурикемија може довести до обољења претходно здравих бубрега. Акутна уратна нефропатија настаје због опструкције тубула кристалима МК. Обично се дешава код болесника са леукемијом и лимфомом. Код болесника са хроничном хиперурикемијом у интерстицујуму бубрега може доћи до стварања микротофа који изазивају хронично запаљење. Хронично запаљење временом доводи до фиброзе и инсуфицијенције бубрега. То може бити делимично због везе са инсулинском резистенцијом и гојазношћу, али изгледа да су неки од повећаних ризика независни.
Интерстицијалне и гломерулске промена у бубрегу могу настати и без кристализације. Промене су сличне онима у дуготрајној артеријској хипертензији. Код болесника који имају хроничну појачану екскрецију МК, нарочито када је киселост мокраће снижена, могу се створити уратни кеменци. Они чине 5-10% свих бубрежних каменаца. Као последица гихта могу се јавити и други облици хроничне бубрежне дисфункције.
У случају да се болест јави код младих особа прогноза је лошија, јер су поновни напади болести чешћи, вредности уратемије више, чешћи су тофуси и промене на бубрезима. Ако се болест не лечи долази до настанка инвалидитета.
Од када су у терапију уведени нови лекови који смањују количину мокраћне киселине у крви, број болесника са хроничним променама је у сталном паду, а такође је у стагнацији и број болесника који умиру због оштећене функције бубрега и кардиоваскуларних компликација.

## Истраживање
Бројни нови лекови се проучавају за лечење гихта, укључујући анакинру, канакинумаб, рилонацепт. и рекомбинантни ензим уриказе (расбуриказа) који је доступан за лечење, међутим његова употреба је ограничена, јер покреће аутоимунски одговор. Антигенске верзије са мањим нежељеним одговором су у развоју.

## Псеудогихт
Наслаге кристала могу да изазову стање познато као псеудогихт. Кристали су овде саграђени од калцијум-пирофосфата и болест чешће напада велике зглобове као што су колена, ручни зглоб и зглобове прстију.